# Baphia cuspidata
Baphia cuspidata är en ärtväxtart som beskrevs av Paul Hermann Wilhelm Taubert. Baphia cuspidata ingår i släktet Baphia och familjen ärtväxter. Inga underarter finns listade i Catalogue of Life.